# セッションハウス
セッションハウス（英語：Session house）は、東京都新宿区神楽坂に拠点を構える小劇場、およびそれを運営している企業である。

## 概要
2階フロアには多目的に利用できる「ガーデン」を有しており、地下1階では、平日はダンスのレッスンスタジオ、週末は劇場と二面性を持つアートスペースとなっている。
国内だけでなく、世界各国から著名なダンサー・カンパニーが訪れ、グローバルなダンスのテクニックに身近に触れる貴重な機会を有している。それらに伴い、未来を担う若手ダンサーのサポートとダンスの社会への普及、パフォーマンスアートを広く社会に浸透させていくことを目的として、恒常的な公演活動を可能にするための「セッションハウス企画室」というスタッフ・ワーク・システムを設けている。「ダンスのための小劇場」として、様々なタイプのダンス・プログラムを実施している。 
ダンスクラスの講師に、伊藤直子（セッションハウス代表取締役）、青田潤一、富野幸緒、尾本安代、勝部ちこ、近藤良平、高木俊徳、橋浦勇、平原慎太郎、坂東扇菊、松本大樹、柳瀬真澄らがいる。他にも期間限定で行なうワークショップには様々なダンサーが講師として参加する。

## 主なダンスプロジェクト

### 主要公演
- 「マドモアゼル・シネマ」
  - セッションハウスのレジデンス・カンパニーとして活動する非営利の芸術団体。
- 「リンゴ企画」
  - 「セッションハウス企画室 リンゴ企画実行委員会」と称し、観客とのふれあいを重視したダンス創造を目的に集まった振付家・ダンサー・スタッフ集団。2007年度より、コンドルズの近藤良平が芸術監督を務める。
- 「育てて、外へ」
  - コンテンポラリー・ダンスが地域や社会に貢献する場を広げていくことを目的とする公演。同時代性を共感できる作品やワークショップを提供する振付家を選出し、実践を通して作品創作やワークショップの方法を見直し、その知識や方法論を若い世代に伝えることを目的とする。
- セッションハウス　レジデンスアーティスト
  - 2004年度：遠田誠、鹿島聖子、早川朋子、松本大樹
  - 2005年度：鈴木ユキオ、高野美和子、富野幸緒、三浦宏之
  - 2006年度：杏奈、ジャッキー・ジョブ（南アフリカ）、ホン・ヘジュン（韓国）
  - 2007年度：東野祥子、KENTARO!!
  - 2008年度：マルグベン・ゲルベス&ダービット・ブランシュテッター（フランス&ドイツ）、伊藤真喜子
  - 2009年度：セザル・アウゲスト・モニス（ポルトガル）、JOU、川口隆夫
  - 2010年度：ジャン・ローラン・サスポーテス、笠井瑞丈、伊藤郁女
  - 2011年度：平原慎太郎、富野幸緒、松本大樹
  - 2012年度：平山素子、笠井瑞丈、松本大樹

### セレクション公演
- 「D ZONE」
  - セッションハウス企画室主催のプログラムに、数回の参加経験のあるダンサー・グループを対象にした、単独公演のサポート企画。公演のタイプを選択でき、公演に関するテクニカルスタッフを企画室が全面サポートをする公演。
- 「ダンス花」
  - セッションハウス企画室主催のノンセレクション公演に参加したダンサー・グループを対象に、作品の成熟を目的とした再演や、さらなる飛躍へ挑戦してもらう目的で構成された公演。

### ノンセレクション公演

#### 「シアター21・フェス」シリーズ
公募による小作品集の公演で、参加者のセレクトをしない、作品作りの第1段階としての発表の場。自主公演や長編作品は難しいが小作品を公表したい人を対象に「ライブな実験の場」として行われるプログラム。
下記の3つに大きく区分される。
- 「シアター21フェス」 - 1作品10分の制限内での小作品発表。1日1回公演（年5 - 7回開催）
- 「シアター21フェス・ステップアップ」 - 1作品15分の制限内での小作品発表。1日2回公演（年2 - 3回開催）
- 「シアター21フェス・アドバンス」 - 10分1枠として、1団体最大4枠、40分までの作品発表（年1回開催）

#### 「UDC」（ユニバーシティ・ダンス・クロス）
次世代を担う学生ダンサーが、踊り続ける環境を作るための企画。全国各地のダンスする大学生が集結して、昨今の大学ダンス界で見られる、競い闘うことに力点置いた「競演」ではなく、芸術性を追求する「共演」することに重点を置いている。
過去の作品と参加大学
- 2002年「旅」
- 愛媛大学、岡山大学、埼玉大学、大東文化大学、筑波大学、天理大学、東京芸術大学、東京女子体育大学、日本女子体育大学、日本体育大学、松山大学、宮崎大学、武庫川女子大学、横浜国立大学
- 2003年「出逢い」
- 愛媛大学、埼玉大学、大東文化大学、筑波大学、天理大学、東京女子体育大学、日本女子体育大学、松山大学、宮崎大学、武庫川女子大学、横浜国立大学、和光大学
- 2004年「交差点」
- 愛媛大学、岡山大学、埼玉大学、聖心女子大学、大東文化大学、筑波大学、天理大学、東京女子体育大学、日本女子体育大学、日本体育大学、松山大学、三重大学、宮崎大学、武庫川女子大学、横浜国立大学
- 2005年「YELL」
- 愛媛大学、埼玉大学、大東文化大学、東京女子体育大学、日本女子体育大学、松山大学、三重大学、宮崎大学、横浜国立大学
- 2006年「かんしゃ」
- お茶の水女子大学、愛媛大学、埼玉大学、大東文化大学、千葉大学、東京女子体育大学、日本女子体育大学、広島大学、松山大学、三重大学、宮崎大学、横浜国立大学
- 2007年「Road」
- お茶の水女子大学、埼玉大学、大東文化大学、千葉大学、中京大学、筑波大学、天理大学、東京女子体育大学、日本女子体育大学、松山大学、武庫川女子大学、早稲田大学
- 2008年「逆さあしあと」
- お茶の水女子大学、埼玉大学、大東文化大学、千葉大学、中京大学、中京女子大学、筑波大学、東京女子体育大学、日本女子体育大学、松山大学、三重大学、武庫川女子大学、横浜国立大学、和光大学、早稲田大学
- 2009年「Jump!!」
- お茶の水女子大学、学習院大学、埼玉大学、大東文化大学、千葉大学、中京女子大学、筑波大学、天理大学、東京女子体育大学、日本女子体育大学、松山大学、横浜国立大学、和光大学、早稲田大学
- 2010年「おちないんです」
- 愛媛大学、お茶の水女子大学、埼玉大学、大東文化大学、千葉大学、筑波大学、天理大学、東京大学、東京女子体育大学、日本女子体育大学、日本体育大学、横浜国立大学、和光大学、早稲田大学
- 2011年「イマから　ココから　ワタシから」
- 愛媛大学、お茶の水女子大学、至学館大学、大東文化大学、千葉大学、天理大学、鳥取大学、東京女子体育大学、日本女子体育大学、松山大学、横浜国立大学、和光大学
- 2012年「UP」
- 愛媛大学、お茶の水女子大学、環太平洋大学京都造形大学、大東文化大学、天理大学、東京女子体育大学、日本女子体育大学、日本大学芸術学部、松山大学、横浜国立大学
- これらのダンス・プログラムの中から、日本はもとより世界を舞台に活動するダンサーを数多く輩出、彼らの活躍はダンスの裾野の拡大に貢献している。